# Budes de Bamian
Els Budes de Bamian (Bamian o Bamiyan) eren unes estàtues monumentals de Buda considerades una meravella del món; actualment, però, ja no existeixen. Van ser tallades a la roca d'un penya-segat fa 1.400 anys a la regió de Bamiyan, a l'Afganistan, i pel seu aspecte únic captivaven els visitants. Durant els segles vi i vii, la zona de Bamiyan tenia molta estabilitat i era famosa comercialment, fet que va propiciar la implantació del budisme i la necessitat de crear noves imatges-representacions per a la veneració de Buda. Al segle x, l'islam va substituir aquesta religió pròsperament establerta, fins a l'arribada de Genguis Kan el 1221, que va portar un poble nou a Bamiyan. Els colossos i les roques constituïren un lloc de referència per a un altre grup ètnic afgà: els hazares, procedents de la ciutat més important anomenada Hazarajat. Durant el segle xix, la zona era molt visitada pels aventurers i estudiosos, portadors d'altres cultures, provinents de l'Índia britànica.
Durant el febrer i març del 2001, els Budes van ser destruïts per ordre del Mullah Muhammad Omar, líder dels talibans. El grup havia aconseguit apoderar-se d'una bona part d'Afganistan i concediren un santuari dedicat a Osama bin Laden. El 9 de novembre del mateix any, Al-Qaida va suprimir el règim talibà en terres afganes. Avui en dia, la vall de Bamiyan constitueix un lloc magnífic, però els dos Budes ja no formen part del paisatge.

## La destrucció dels Budes
Al març del 2001, a Bamiyan, el nínxol es va il·luminar amb una llum taronja acompanyada d'un fort estrèpit. La dinamita havien fet explotar el Buda més petit mentre ho gravava una càmera i de fons se sentien crits de celebració dels talibans. El Buda més gros fou destruït poc després, també per la part de baix i el tronc. Les imatges foren registrades per un periodista àrab, Taisir Alluni, que va ser empresonat a l'estat espanyol per col·laboració amb l'Al-Qaida. Segons Christian Frey, en el seu documental The Giant Buddhas (2005), explica que el protagonista va admetre part de la seva culpa, però també confessà que volia imatges sensacionalistes per a la seva carrera.

### Motius
La intensificació de les sancions dels Estats Units contra Afganistan va fer que els talibans pensessin que el món els havia abandonat. Els islamistes retreien que la gent donava més importància a les dues escultures de la roca que a la fam que passaven els nens afgans durant l'hivern 2000-2001. Occident no volia entendre la complexitat del món islàmic i aquest va ser un dels moments clau que van incrementar el creixement de l'odi. Aquest tipus d'atemptats deliberats són comentats arreu del món per gent com Alluni i Frey.
El 1997, l'ambaixador dels talibans va insistir que el Consell Suprem refusava la destrucció de les escultures perquè no tenien la culpa de res. El 2000, Mullah Omar afirmava que el govern considerava les estàtues exemple d'un gran període fructífer per a Afganistan i els estats concloïen que s'havien de preservar i no destruir. Després de la demolició, el comandant dels talibans, Ghulam Muhammad Hutak, va dir que les accions de Mullah Omar foren pura maldat i vandalisme. Avui encara podem dir que la motivació que hi ha darrere d'aquesta destrucció continua sent un interrogant.

El nínxol del Buda gros buit

Va ser la mida dels Budes la que en provocà la destrucció. El 26 de febrer del 2001, Mullah Omar havia escrit un edicte pel qual decretava que totes les estàtues no islàmiques, localitzades en territori dels Emirats islàmics de l'Afganistan, havien de ser destruïdes. Abans d'aquest decret, el 12 de febrer, els talibans havien entrat al Museu de Kabul per trencar estàtues i hi volien tornar el 17 de març quan els mitjans començaven a inspeccionar la seva obra. En aquesta temptativa, també havien destrossat el Buda tombat de 15 m, trobat pels arqueòlegs italians a Ghanzi. Era qüestió de dies que la campanya de destruccions arribés als Budes de Bamiyan.

### La temptativa
La massiva operació de demolició dels Budes es feu durant setmanes. El 26 de març (un mes després del decret), vint periodistes estrangers havien aterrat a Bamiyan per veure els nínxols buits. Els detalls del procés són incerts, però per enderrocar els colossos, es van necessitar dinamita, artilleria i armes antiaèries. N'hi ha versions que conten que el grup responsable de la demolició havia trobat un magatzem antic d‘armes o que els enginyers pakistanesos i àrabs van fer forats en les escultures per inserir-hi explosius. Però sí que se sap amb seguretat que els habitants locals van ser obligats a participar en la destrucció. Després de l'explosió, molts arqueòlegs van anar a la zona i hi van trobar material que no havia arribat a explotar. Al mateix temps, altres actes vandàlics van tenir-hi lloc: el Buda assegut, amb una sèrie de pintures especials al sostre del nínxol, havia sobreviscut, i es trobava a cent metres de distància del Buda més petit.
Per remarcar encara més el vandalisme, en una de les conferències que es va dur a terme el 18 de març, un dels ajudants d'Omar es va referir als Budes de Bamiyan com “unes estàtues de pedra”. Aquestes grans estàtues de pedra havien sobreviscut a més d'un mil·lenni de terratrèmols regulars i hiverns molt crus. El 1992, l'arqueòleg francès Albert Foucher havia escrit que eren part de la muntanya molt sòlids i molt difícils d'enderrocar.

### Conseqüències
La destrucció dels Budes de Bamiyan va tenir efecte en un petit grup de simpatitzants, amb un sentit especial en els estats budistes com Japó o Sri Lanka. A nivell mundial, va tocar més el tema de la preservació del patrimoni mundial promogut pel Congrés de la Haia de la UNESCO (1954): “El dany produït a la propietat cultural que no pertany a ningú suposa un dany a l'herència cultural de la humanitat”. Bamiyan fou inscrit en la Llista del Patrimoni Mundial de la UNESCO l'any 2003, i simultàniament, en la Llista del Patrimoni Mundial en Perill. Avui en dia, la vall de Bamiyan és un indret magnífic, però els dos Budes ja no formen part del paisatge. Irònicament, després de la gran crítica mundial, fou la Societat de la Protecció del Patrimoni Cultural d'Afganistan (SPACH) la que va cridar per la protecció dels Budes i altres vestigis preislàmics de l'estat. Aquesta mateixa societat, que havia format els líders talibans conciliant-los amb el paisatge dels Budes, fins i tot va prevaler sobre Hizb-i Wahdat (oponents dels talibans en la lluita per Bamiyan). També havien aconseguit reobrir el Museu Nacional de Kabul durant sis dies durant l'agost del 2000 mostrant la gran importància que tenen les antiguitats afganes per a Occident.
Una de les crítiques més dures que va aparèixer el 8 de març del 2001 n'era de The Economist i deia que el món donava massa importància a la destrucció de dues estàtues de pedra sense preocupar-se dels 100.000 refugiats afamats i congelats fins a la mort a Herat.
Altre fet que s'ha observat és que, a la zona on es van destruir els Budes, sempre hi ha hagut tendència d'anar renovant la seva atenció (període budista, període islàmic, mitjans del segle xix) i sempre ha existit un irresistible impuls de posseir-los. La paradoxa de la seva destrucció el 2001 és que han inaugurat una gran època per a Bamiyan de celebritat i apoteosi per als altres monuments afgans.

## Context geogràfic i històric

### La zona

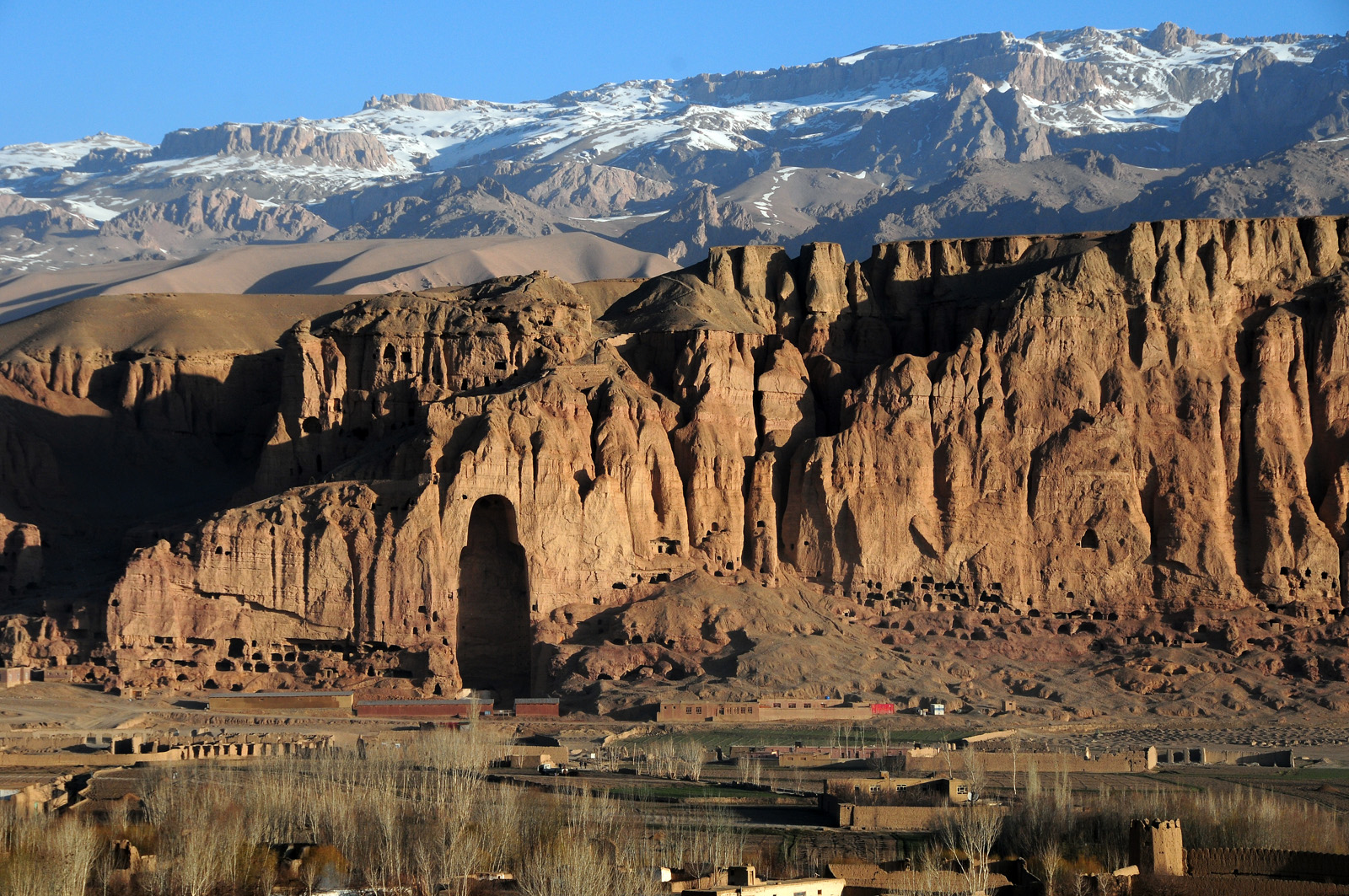
La vall de Bamiyan

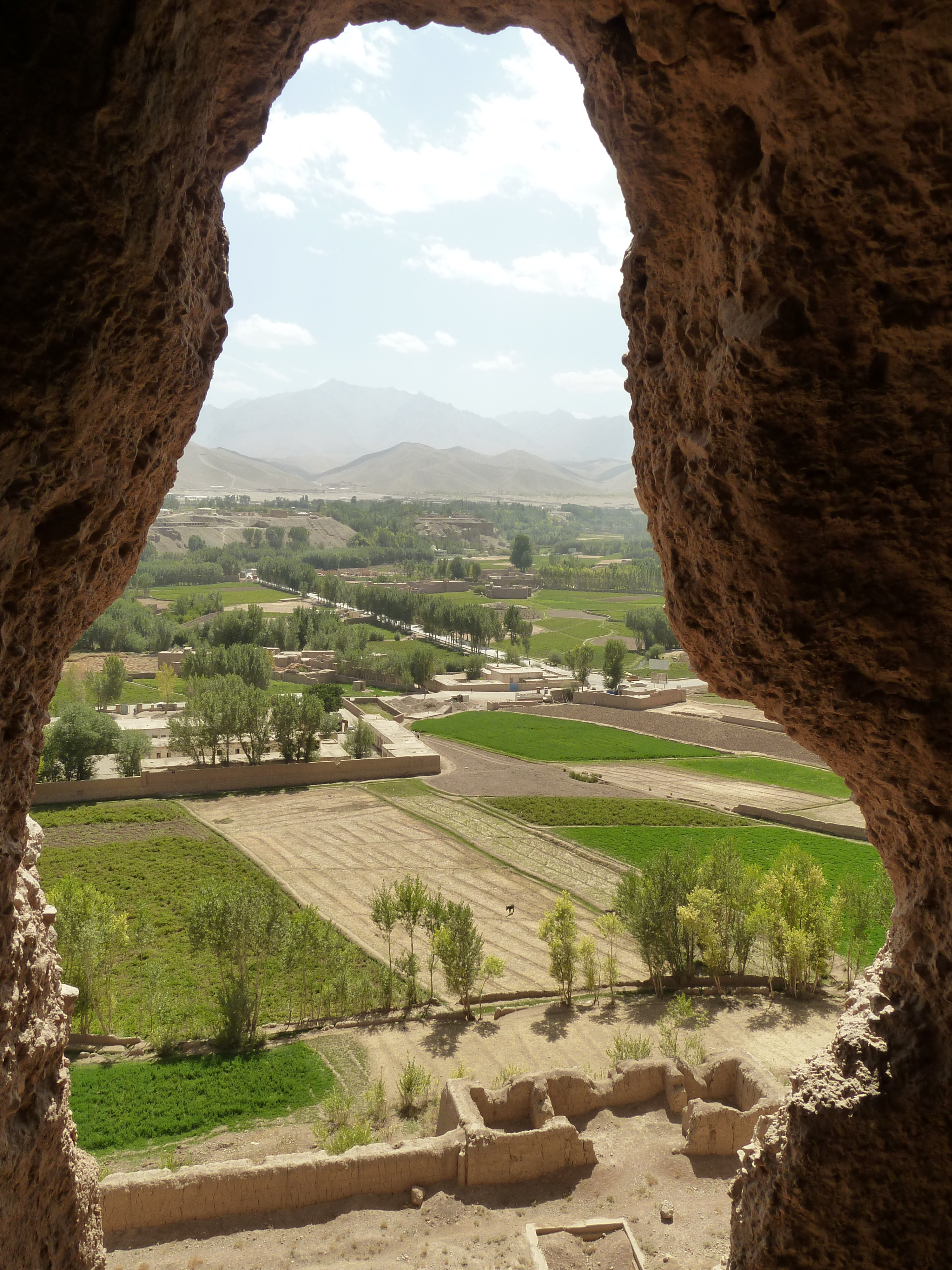
Vista de Bamiyan des del nínxol buit

Com era esperable, la posició estratègica de Bamiyan, entre Balkh i Kabul, ha fet que estigui en una permanent batalla pel control de la zona.
La seva ruta comercial assegurava la rebuda de dos tipus de visitants: els karavan, comerciants perses, i els exèrcits. El 1838, Josies Harlan va passar-hi dues vegades en una expedició punitiva contra els traficants d'esclaus. Al nord de Hindu Kush, Harlan va brindar-hi protecció a Mazar-i Sharif, que el va ajudar comercialment. Mesos després, però, anant en direcció contrària, havia trobat tot un altre món: la gent no tenia suficient bestiar per subsistir fins a la primavera i amagava el gra, perquè no s'hi aturaven els robatoris.
Aquestes dues escenes són característiques de la història de Bamiyan i les incursions violentes que sempre hi ha hagut. Geogràficament i política, Bamiyan ha tingut vincles més forts amb el nord, Balkh. Aquesta gran ciutat va esdevenir un important centre budista: era una ciutat molt important per a Bamiyan. Una mostra n'és que per aquesta ruta passaven els camins dels tres viatgers medievals més importants: Battuta, Marco Polo i Xuanzang. Molt abans, al 329 aC, Alexandre el Gran havia conquistat Balkh i s'havia casat amb la famosa Roxana. En els últims anys, Bamiyan ha tingut més tendència a caure en mans de Kabul (actual capital d'Afganistan).
Gràcies a la seva posició entre muntanyes altes, i a una autonomia efectiva malgrat que vulnerable, el budisme hi ha sobreviscut. Com ha dit l'antropòleg Thomas Barfield, les terres altes són llocs desunits. I en època budista, també els monjos es devien queixar de les heretgies no santes que es donaven a les muntanyes.

### Mostres d'una gran època
L'autor de la Beishi, Història Xinesa de les Dinasties del Nord, escrita al segle vii, parla de tots els períodes de la història afgana, però els segles III-VI són desconeguts. Fa referència que durant el primer mil·lenni, gràcies a la seva posició central, Bamiyan era un lloc d'interès. Gràcies al cronista xinès, veiem que a partir del segle vi, Bamiyan guanya protagonisme i confiança com per construir els Budes. Aquesta ruta sempre havia tingut una importància local, però es desviava de la ruta que creuava Pakistan cap a l'oest, a Bamiyan. Aquest desviament no representa gens de comoditat per un viatger de la Xina; el més probable, però, és que es fes per una sèrie de moviments sísmics.
Paral·lelament, va sorgir una potència regional, els anomenats “turcs de l'oest”. Probablement hagi estat per la seva influència: el comerç turc obligava a passar per les muntanyes de Bamiyan. Un document de l'any 718, escrit per Puluo, un turc de sang reial, germà del governador de la zona d'Afganistan, ens explica la complexitat de l'estructura política de Bamiyan. Puluo havia escrit sobre molts reis i governadors: els més poderosos havien estat Zubulistan i Kapisa, podien arribar a tenir un exèrcit de 200.000 soldats. Puluo es trobava en el rang quart de la descendència i els fills del seu germà, en el rang tercer. L'apogeu que experimentà Bamiyan fou gràcies a l'interès que va desenvolupar Xina sobre el comerç turc.
Un altre element decisiu per a la importància de Bamiyan és el budisme pròpiament dit. Els monjos budistes eren bons en els negocis. Segons Xuanzang, al 629, els monjos de la zona de Hadda a prop de Jalalabad, tenien moltes relíquies i cobraven als visitants. A banda de fer diners d'aquesta manera, comerciaven amb els clergues cristians medievals.
El budisme va tenir una relació molt estreta amb la classe mercantil. El mite fundador del budisme, la història de Tapussa i Bhallika, parla d'aquests dos comerciants que esdevingueren deixebles de Buda sota l'arbre de Bodhi. Aquests germans sembla que foren els fundadors de la Pagoda Shwedagon de Myanmar, i Bhallika va donar nom a Balkh. El mite explica que la seva religió s'havia difós per les rutes comercials de l'Índia. Es va establir una forta relació entre els missioners budistes i els mercaders, i els monestirs oferien molt més que consol espiritual: eren albergs, hospitals, basars i bancs. Els fonaments budistes s'involucraren en l'economia local, invertien en agricultura i indústria. La mineria, sobretot del coure, era molt important ja des de l'antiguitat a la zona de Mes Ainak, on l'any 2001 Osama bin Laden construí un camp d'entrenament.
Però les arrels budistes de Bamiyan es van perdre amb l'aparició de l'islam.

## Creació dels Budes

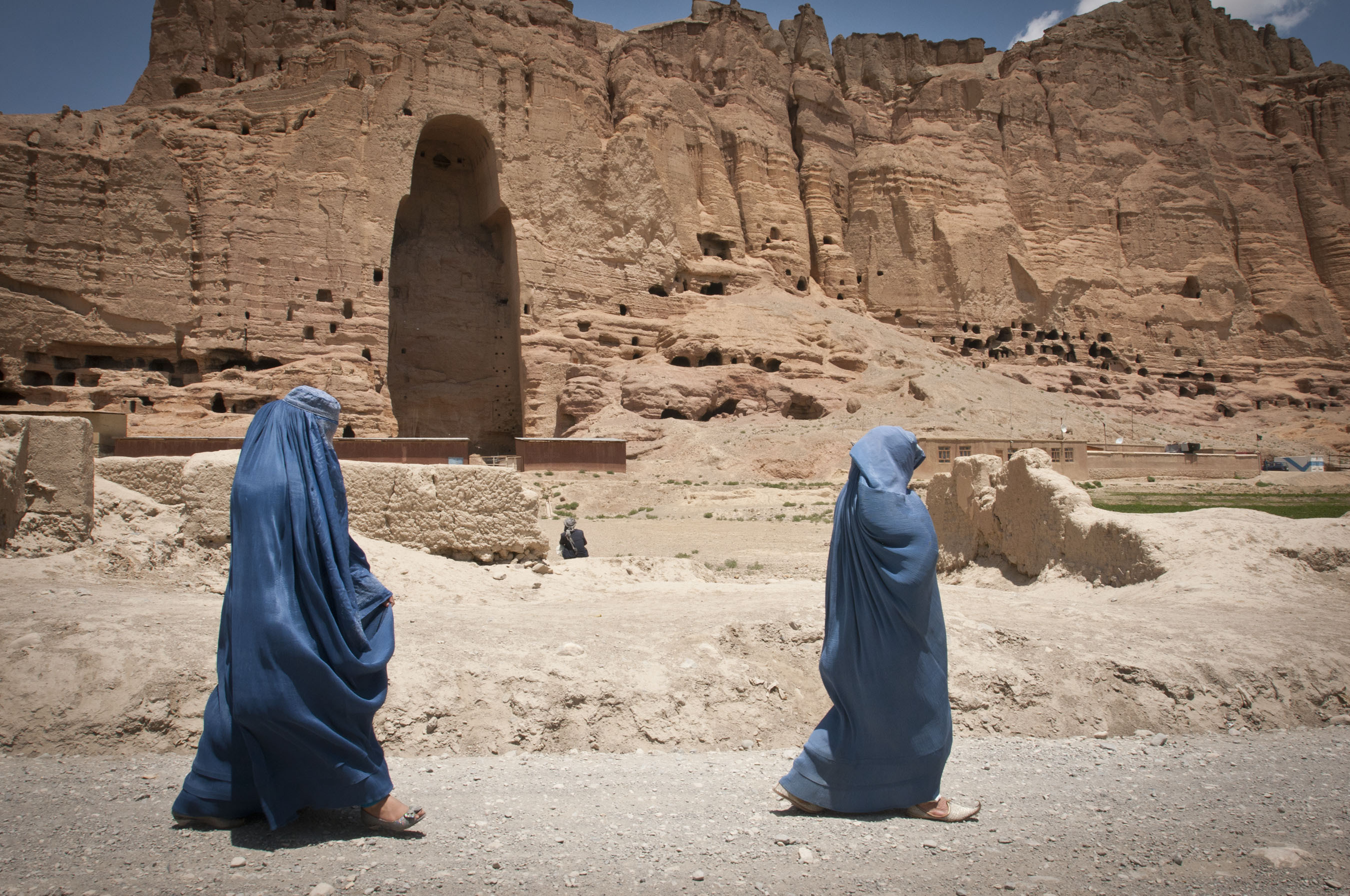
Dones hazara davant del nínxol buit budista

Bamiyan és la pedrera d'Afganistan i també el jaciment arqueològic més famós de l'estat. Les dues imatges colossals del Buda, esculpides en la cara d'un penya-segat de pedra sorrenca vermella, estaven situades al nord de la vall, dalt de la serralada Hindu Kush. Durant l'any 800, aquests Budes estaven plens de color i decoració creades per la comunitat de monjos budistes. Al segle xx, però, ja havien sofert més d'un mil·lenni de degradació natural i de negligència humana, tot i que continuaven impressionant.

### Localització i datació
El Buda més gros es trobava a l'oest i feia 55 m, el separaven 800 m del més petit, de 38 m, esculpit més a l'est. El més gros estava millor proporcionat gràcies a un elegant nínxol. Un estudi sobre les restes de carbó extretes dels fragments orgànics corroboren que el Buda gros, més sofisticat, fou esculpit més tard, aproximadament al 615, mentre que el primer dataria del 550.

### Tècnica

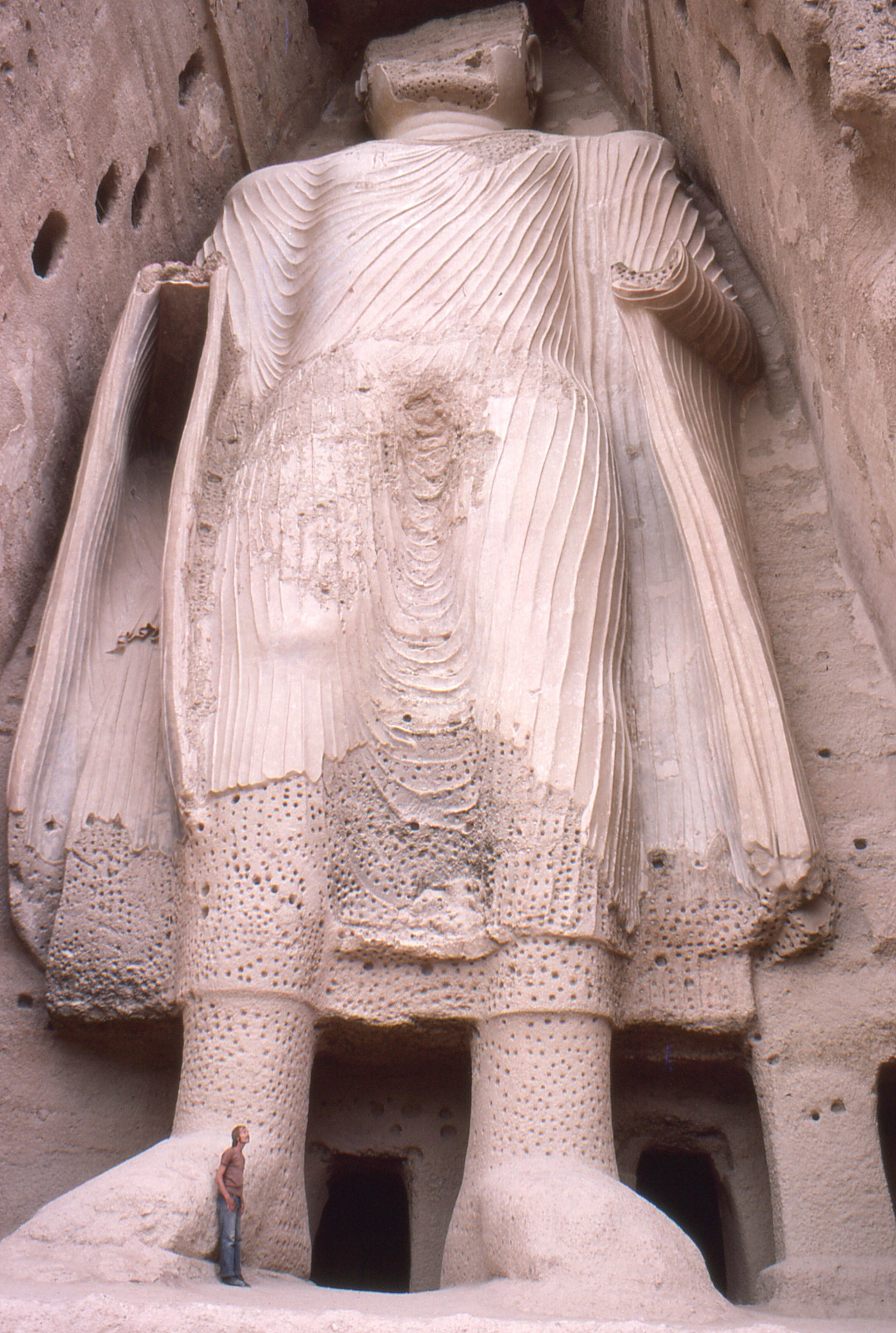
Detall del Buda més petit

Les estàtues van ser esculpides en alt relleu, enganxades a la paret de darrere des del nivell dels plecs fins a arribar al cap. D'aquesta manera es facilitava el ritual de la circumval·lació: els devots podien caminar al voltant de les estàtues. Aquesta ruta al voltant del cap del Buda més petit encara existeix avui en dia, malgrat la destrucció; és un camí que facilita la baixada gradual de la part est del penya-segat. També hi ha una galeria al voltant del cap del Buda més gros, però sense accés al nínxol de la paret. Originàriament, aquest Buda es visitava a través d'un camí que en duia al cim; es perdé, però, per l'erosió, i durant el segle xx s'havia tornat a construir.
La delicada roca del penya-segat no és adequada per esculpir i només els nuclis de les estàtues s'hi van fer. Els detalls com les mans, el cabell o la vestimenta es representaren amb pintures i revestiments d'argila o de fusta. L'aspecte originari de les estàtues s'ha pogut conèixer gràcies a les traces que han restat visibles el 2001. Per exemple, les dues capes d'argila que s'aplicaven sobre la pedra: una primera capa molt espessa i la segona d'acabat, més suau i llisa. Calia fer centenars de forats en la superfície de la roca per obtenir una bona adhesió dels acabats.
Per a la representació dels plecs de la túnica del Buda més gros s'utilitza argila. Només en la part d'entre les cames els plecs es tallen en la pedra, i en el Buda més petit, tots els plecs es fan d'aquesta manera. Els vestits que porten són arquetípics d'un monjo budista tradicional. Es tracta d'una combinació monàstica composta per tres peces (tricivara): uttarasanga, la part superior, antarvasaka, la part inferior i samghati, la túnica que cobreix les espatlles fins a caure a l'alçada del canell. La talla és d'una textura molt fina, formada per plecs regulars, enganxats hermèticament al cos del Buda, fent visible la seva anatomia. En algunes parts han sobreviscut traces dels colors originals.
Els avantbraços dels dos Budes estaven projectats cap a fora de la paret, reforçats per bigues; aquesta part només s'ha conservat en trossos. Les grans seccions de les cames del Buda de la part est han desaparegut, i el dany sofert al canell i la cuixa esquerra són de data i causa incertes. La gran filera de forats del canell dret, generalment, és interpretada com una reparació realitzada poc després de la primera talla.

### L'enigma dels rostres
L'element més distintiu dels Budes de Bamiyan són les cares inexpressives. Per a alguns observadors les cares absents són essencials per crear una impressió "d'expressar alguna cosa". El 1970, Peter Levi escrivia que les estàtues amb cares expressives no podien expressar valors com la justícia o la misericòrdia.
En l'actualitat, hi ha un debat sobre si aquest resultat és original o és fruit de la iconoclàstia medieval islàmica. Algunes de les seves protuberàncies cranials, però, ens demostren la representació de la seva intel·ligència transcendent (usnisa), restes de parts de les orelles i de cabell ondulat d'influència grega, que es representava en l'escultura Gandharan originada a l'Índia abans de l'era cristiana. Així, podem comprovar que el cap havia sofert modificacions.

### Senyals de vandalisme
A finals del 1998, un talibà va fer volar el cap i part de l'esquena del Buda més petit. Al mateix temps, van cremar pneumàtics a la boca de l'altre Buda. Des d'aquest moment, el poder dels talibans fou reprimit i se'ls prohibí seguir destruint monuments budistes. Entre els dos colossos, hi ha tres petits nínxols que contenen estàtues de Budes asseguts. Tots els records d'aquestes imatges havien estat destruïdes pels talibans durant el 2001; s'han trobat, però, fragments isolats d'una d'aquestes figures. S'ha de tenir en compte que la majoria de les pintures dels nínxols i de les coves també han estat destruïdes.

### Elements del conjunt budista

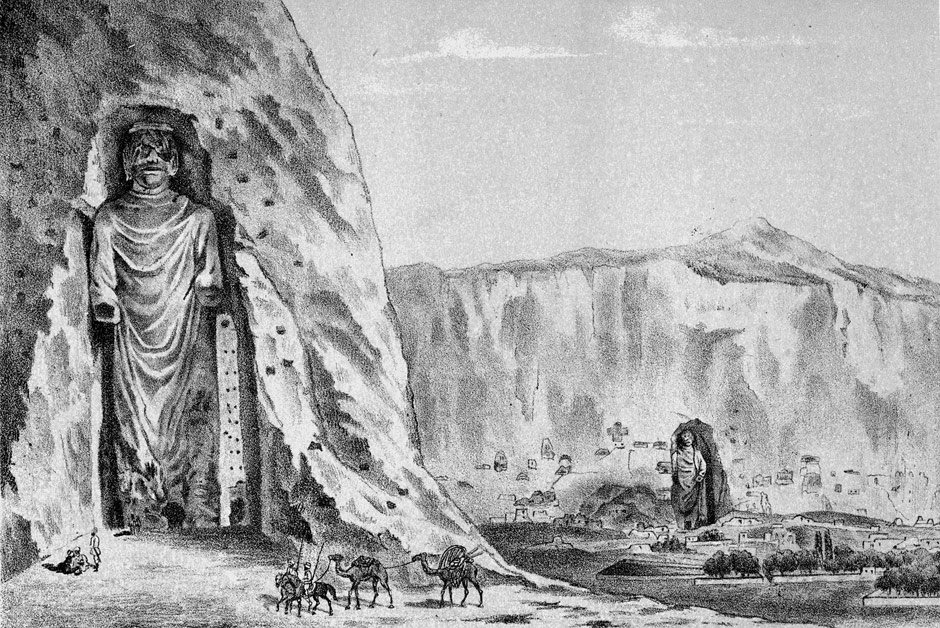
Budes de Bamiyan per Iwan Lawrowitsch Jaworski, 1885

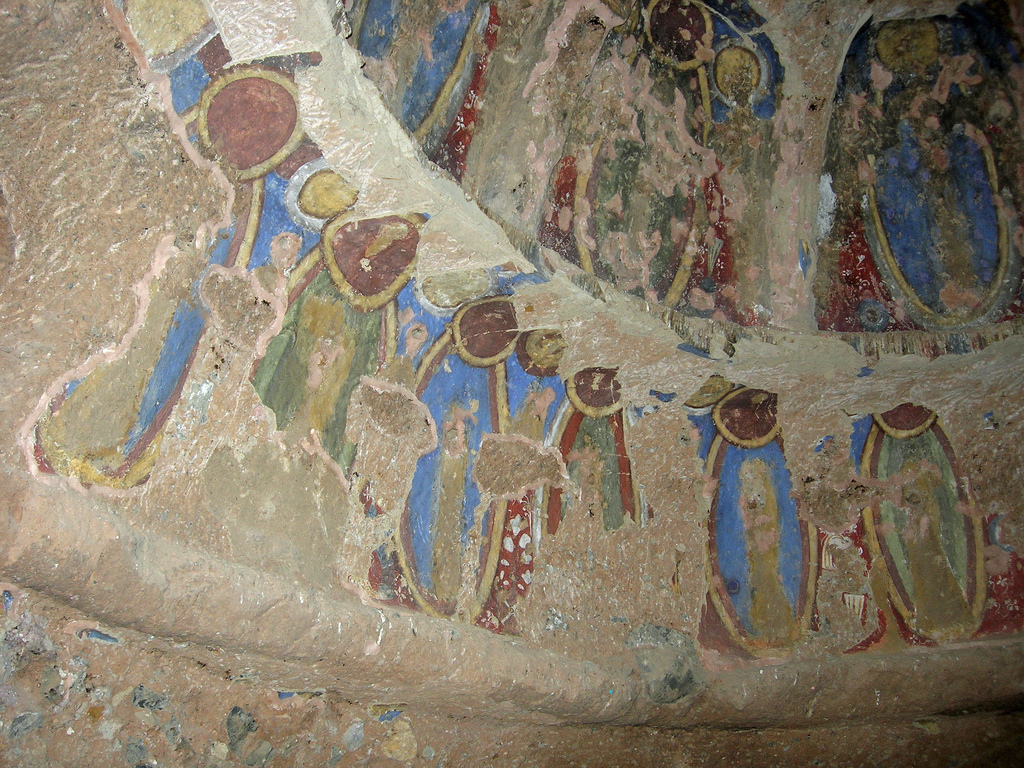
Nínxol amb pintures

Tots els penya-segats que rodegen els Budes conviuen amb unes set-centes coves que daten de l'època budista, quan s'utilitzaven com a capella o lloc per a meditar o resar. Més recentment, han servit de casa per a la població local, fins al segle xx, quan van ser designades oficialment llocs d'interès arqueològic.
Les coves i els nínxols han conservat restes de pintura religiosa molt complexa que havia estat coberta originàriament. En el sostre del petit nínxol trobem una figura misteriosa muntada en un carro portat per cavalls. També figures d'alguns donants reials, aposentats sobre un balcó adornat amb riques catifes i fent ofrenes al Buda amb representacions de la dinastia responsable dels dos colossos. L'audàcia de la concepció d'aquestes imatges dels Budes fa que guanyin identitat.
Hem de tenir en compte que la construcció dels Budes de Bamiyan coincideix amb l'hegemonia del poder d'un poble conegut com “els turcs de l'oest”. Aquests estaven formats per una confederació d'ètnies de tribus nòmades que, al segle vi, van portar el creixement econòmic i l'estabilitat a Bamiyan i a tota l'Àsia central.

### Un tercer Buda
Hi va haver molts “grans budes” a Bamiyan; l'any 2008, però, es va descobrir un altre gegant enterrat a mig camí entre els dos colossos. L'arqueòleg francoafganès Zemaryalai Tarzi havia estat excavant la zona des del 2003 i es va trobar amb aquesta imatge, una de les més complexes iconogràficament. S'hi representa, de manera tradicional, el parinirvana, el passatge de Buda fins a arribar al nirvana final. La figura apareix estirada al llit, morta, i acuradament orientada cap al nord-sud. Recolzada sobre el costat esquerre, mostra una expressió extremament serena. L'escultura s'ha trobat en fragments, però s'estima que feia uns 19 m i ha estat un descobriment capaç de renovar la moralitat budista, set anys després de la destrucció dels colossos.

## Descobriments en les investigacions recents

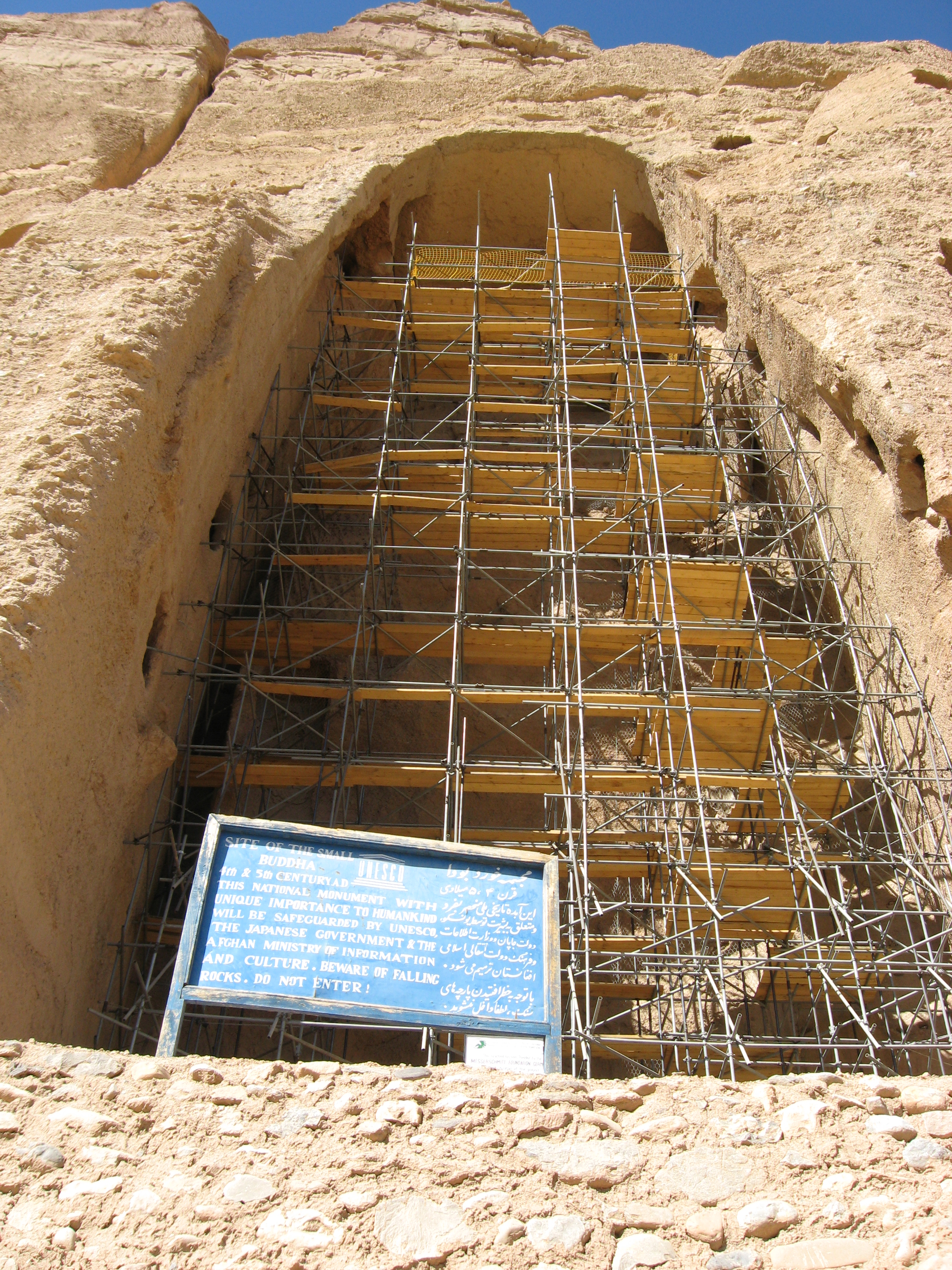
Reconstrucció i estat d'un dels nínxols, 2011

Gràcies a un estudi de científics japonesos, realitzat una dècada després de la demolició, es comencen a desvelar els secrets dels Budes. Primer de tot, confirmen que abans que Bamiyan es convertís a l'islamisme, les estàtues eren policromes amb tonalitats brillants vermelles i blanques. Posteriorment, es van repintar diverses vegades i amb diferents colors. I també han aconseguit una datació més exacta: mitjançant l'espectrometria dels materials orgànics intercalats entre les capes d'argila, determinen que el Buda més petit es va construir entre 544 i 595 i el més gros, entre 591 i 644.
Erwin Emmerling, de la Universitat Tècnica de Múnic, confirma en un comunicat, que els Budes de Bamiyan estaven intensament pintats. Les seves investigacions desvelen que les estàtues van ser pintades i repintades, abans de la conversió de la zona a l'islam, i que els colors es van anar desgastant. Les túniques estaven pintades de blau per dins i d'un rosa-taronja per fora. El Buda gros era de color vermell i el petit, blanc. L'interior de la túnica era d'un blau clar, en els dos casos. Aquests detalls confirmen els relats del segle xi que parlaven d'un Buda roig i un altre blanc.
Com ja hem vist, els ornaments se'n feren separadament, amb diferents capes d'argila, això fa que les superfícies siguin llises com la porcellana. Emmerling diu que, dintre d'aquesta capa, es posava palla o pèls d'animal que absorbien la humitat i estabilitzaven els materials i additius, i evitaven que s'esquerdaren. La capa més interior se subjectava amb cordes i estaques de fusta. Aquesta tècnica permetia aplicar capes més grosses, de 8 cm si fa no fa, que en alguns fragments han sobreviscut, fins i tot a l'explosió.
Segons l'estudi del Journal of Analytical Atomic Spectometry, gràcies als científics de tot el món, va ser possible analitzar petites mostres de pintura amb raigs X en la Instal·lació Europea de Radiació Sincrotrònica (ESRF) a Grenoble, estat francès. El resultat va ser la descoberta d'una decoració pictòrica a les coves que data d'entre els segles V i IX. Aquestes pintures representen els Budes vestits amb túniques vermelles, asseguts entre fulles de palma i criatures mítiques. Els científics van comprovar que, en dotze de les quinze coves, s'emprà la tècnica de pintura a l'oli, probablement eren olis de gira-sol i noguera. Yoko Taniguchi, la cap de l'estudi, ha afirmat que es tracta de la mostra més antiga de pintura a l'oli mai realitzada al món.

## Patrimoni afgà torturat
Des de l'altre extrem del marc ideològic, però, els ha arribat un altre enemic: el capitalisme. Les noves víctimes a l'Afganistan són les nombroses estàtues de Budes, devates i bodhisatives (personatges de la iconografia budista), i tot el vell conjunt de monestirs de Mes Aynak (un espectacular jaciment trobat als anys seixanta, a 40 km del sud-est de Kabul). En aquesta ocasió, l'any 2007, amb excavadores, pics i pales, l'empresa estatal xinesa Metallurgical Groupva aconseguir la concessió de sis milions de tones de mineral (és el segon major dipòsit de coure del món). El destí ha volgut que es trobi pràcticament sota el jaciment. Els xinesos han acordat deixar temps per a una excavació d'emergència, que ells mateixos financen.
L'arqueòleg Friedrik Hiebert, membre de la National Society, diu que aquest conjunt monàstic es remunta a l'edat de bronze, fa cinc mil anys, i no en coneixem els límits. De moment, s'han excavat 400 estàtues: són més de les que contenia el Museu de Kabul abans de la guerra. Entre les joies del jaciment s'ha trobat una enorme stupa, un edifici circular i una estela amb la representació del Siddartha de 1.600 anys d'antiguitat, en què apareix abans d'iniciar el seu camí espiritual.
Els jaciments afgans estan plens de tresors; a Aï Khanum, Bactria, es trobà una ciutat grega; a Begram, material romà i a Tillya Tepe, tombes plenes d'or en les ruïnes d'un edifici dedicat al culte al foc. Philippe Marquis, un excavador de Mes Aynak, crida per la preservació del jaciment, ja que és un dels llocs més importants de la Ruta de la Seda. A Mes Aynak, està documentada la presència d'Alexandre el Gran i podria contenir informació sobre l'antiga metal·lúrgia. Es creu que fa dos mil anys els monjos explotaven el mineral i utilitzaven la xarxa de monestirs per fer-lo arribar fins a Corea i Japó, una espècie de Ruta del Coure.
El projecte xinès ha rebut moltes crítiques, tant a nivell patrimonial com mediambiental. No se sap quant es trigarà a construir la mina, però està planejat, fins i tot, un ferrocarril. Pel que fa als arqueòlegs, per ara, només existeixen plans per a la creació d'un futur museu que pugui albergar la col·lecció de Mes Aynak. El projecte és molt important per al desenvolupament d'Afganistan i difícilment es detindria.

## Possible reconstrucció

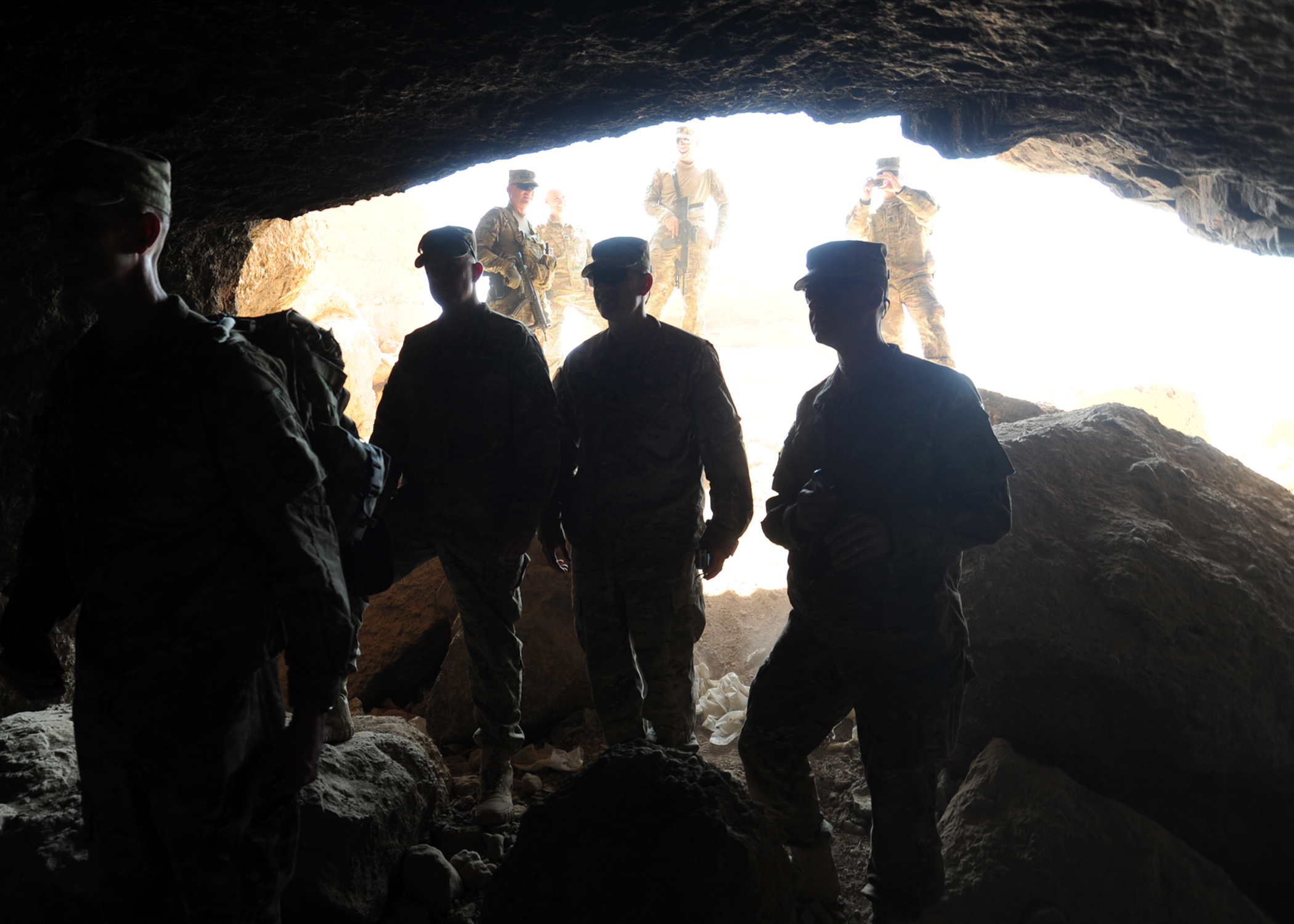
Discussions sobre el futur de la zona entre el comandant provincial i un grup de reconstructors, 2011

L'ICOMOS, que en coordina tots els treballs, ha recuperat tots els fragments dels Budes i els ha guardat en magatzems; i les peces més grosses estan protegides in situ. Aquesta és una solució només temporal perquè la pedra és molt porosa i fràgil i s'està plantejant la injecció d'un compost de silici a la pedra, a causa de les complicades condicions climàtiques. S'hauria de construir una petita planta a la mateixa zona o transportar els 1.440 trossos a Alemanya.
Actualment, a Aquisgrà, sn'està preparant una possible reconstrucció per ordinador, en 3D, de les estàtues in situ. En aquest cas, la petita té més probabilitats de ser refeta. La idea es basa en la recomposició de fragments més que en una construcció nova, però avui en dia, seria molt difícil portar-la a terme a causa de la dificultat de conservació d'aquests fragments i els diferents problemes polítics que suposaria.
Algunes institucions s'han compromès a ajudar en la reconstrucció del conjunt budista. Emmerling va dirigir durant 18 mesos un projecte en la Presidència de Restauració, Art, Tecnologia i Ciència de la Conservació de Múnic. Tot el projecte es presentà en una conferència a París, davant de la UNESCO i el govern afgà. Amb el desè aniversari, la directora general de la UNESCO, Irina Bokova, ha afirmat que les estàtues suposen un testimoni de la grandesa de la humanitat de fa 1.500 anys; han estat destruïdes en un context conflictiu d'Afganistan i suposen una força de cohesió per al poble afgà. Malauradament, la decisió de reconstruir-les sempre ha estat en mans del govern afgà.